# Susan Rice
Susan Rice (anglès: Susan E. Rice)  (Washington DC, 17 de novembre de 1964) és una política estatunidenca. Va ser ambaixadora a les Nacions Unides entre 2009 i 2013 i Consellera de Seguretat Nacional dels Estats Units entre 2013 i 2017.